# Franciszek Wachowicz
Franciszek Wachowicz (ur. 22 marca 1916 w Sędziejowicach, zm. 27 listopada 1988) – polski polityk komunistyczny, poseł na Sejm PRL II, III, IV i V kadencji.

## Życiorys
Syn Jana i Agnieszki, uzyskał wykształcenie średnie niepełne. Działacz Polskiej Partii Socjalistycznej od 1937 do 1939. W czasie okupacji pod pseudonimem „Groźny”, należał do Armii Ludowej, w której dowodził placówką. W 1945 wstąpił do Polskiej Partii Robotniczej, w której był II (1945) i I sekretarzem (1945–1948) Komitetu Powiatowego w Busku-Zdroju oraz instruktorem wydziału organizacyjnego Komitetu Wojewódzkiego w Kielcach (1948). W 1948 wraz z PPR przystąpił do Polskiej Zjednoczonej Partii Robotniczej, w której był kierownikiem wydziału organizacyjnego KW w Kielcach (1948–1952), sekretarzem ds. organizacyjnych (1952–1953) i I sekretarzem (1953–1955) KW w Szczecinie, I sekretarzem KW w Kielcach (1955–1968), a także zastępcą członka (1954–1968) i członkiem (1968–1971) Komitetu Centralnego. Przewodniczył ponadto Wojewódzkiej Komisji Frontu Jedności Narodu w Kielcach.
W 1957, 1961, 1965 i 1969 uzyskiwał mandat posła na Sejm PRL kolejno w okręgach Kielce (trzykrotnie) i Ostrowiec Świętokrzyski. Przez cztery kadencje zasiadał w Komisji Spraw Wewnętrznych, której podczas V kadencji był zastępcą przewodniczącego. Ponadto w czasie II kadencji zasiadał w Komisji Mandatowo-Regulaminowej, a w trakcie V w Komisji Obrony Narodowej. Pełnił funkcję sekretarza Klubu Poselskiego PZPR podczas V kadencji Sejmu.
Został pochowany na cmentarzu komunalnym w Cedzynie.

## Odznaczenia
- Order Sztandaru Pracy I klasy (1964)[2]
- Order Sztandaru Pracy II klasy
- Odznaka 1000-lecia Państwa Polskiego (1966)[3]